# Linda Richards
Linda Richards, född 1841, död 1930, var en amerikansk sjuksköterska.
Hon blev 1873 den första formellt utbildade sjuksköterskan i USA, och är känd för att ha infört ett system för individuella sjukjournaler i det amerikanska sjukvårdssystemet. Hon medverkade till etableringen av den första sjuksköterskeskolan i Japan 1885.